# 並川寛司
並川 寛司（なみかわ かんじ）は日本の植物学者。北海道教育大学名誉教授。

## 経歴
- 2001年度 - 2006年度：北海道教育大学 教育学部札幌校 助教授[1]
- 2009年度 - 2022年度：北海道教育大学 教育学部 教授[1]
- 2022年度 ：北海道教育大学 教育学部 名誉教授[2]

## 研究領域
- 国際植生学会、日本植生学会、日本生態学会に所属している植物学者である。
- 生物多様性、生態・環境を専門分野としており、研究テーマは「冷温帯林の種組成・林分構造・更新過程」である。
- 森林のフィールドワークを行い、野外での現象を分析している。

## 著書
- 「針広混交林の植生構造」『森林の科学 －森林生態系科学入門－』、朝倉書店、中村太士・小池孝良編著、2005年。